# 女神配對計劃
《女神配對計劃》（英語：A Date with Goddess），是香港無綫電視戀愛真人騷節目，由林盛斌主持、5位無綫電視女藝員葉蒨文、梁敏巧、李芷晴、關嘉敏及羅毓儀參與，公開招募全球男士與她們進行戀愛配對。
節目於2025年3月中至5月拍攝，並安排於同年6月8日到8月24日逢星期日21:00至22:00於翡翠台播出，總共12集。前奏節目《女神配對計劃花生搶先看》（英語：A Date with Goddess - First Impression）於6月1日星期日21:30至22:00於翡翠台播出，播放海選精華片段。

## 參加者

### 女
| 姓名   | 年齡 | 星座   | 身高  | MBTI | 拍拖次數 | 單身時間 |
| ------ | ---- | ------ | ----- | ---- | -------- | -------- |
| 李芷晴 | 32歲 | 水瓶座 | 173cm | INFP | 6        | 半年     |
| 葉蒨文 | 32歲 | 天蠍座 | 166cm | ENFP | 5        | 8個月    |
| 梁敏巧 | 30歲 | 雙子座 | 171cm | ENFP | 3        | 半年     |
| 關嘉敏 | 30歲 | 處女座 | 174cm | ESFJ | 5        | 3年      |
| 羅毓儀 | 29歲 | 雙子座 | 156cm | INFP | 4        | 1年      |

### 男
| 組別     | 姓名              | 三角枱（15進13） | 求愛營（13進11） | 營火晚會 (11進9） | 第四回合 |
| -------- | ----------------- | ---------------- | ---------------- | ----------------- | -------- |
| 葉蒨文組 | 林澤謙（Him）     | 勝               | 勝               | 失败              |          |
| 葉蒨文組 | 林堡熙（Eddie）   | 勝               | 勝               | 勝                |          |
| 葉蒨文組 | 曾展望（GM）      | 勝               | 勝               | 勝                |          |
| 李芷晴組 | 林焌堯（Jacob）   | 勝               | 勝               | 勝                |          |
| 李芷晴組 | 劉偉強（Isaac）   | 勝               | 失败             |                   |          |
| 李芷晴組 | 陳昇（Jaden）     | 勝               | 勝               | 失败              |          |
| 羅毓儀組 | 海淦清（T.Max）   | 勝               | 勝               | 勝                |          |
| 羅毓儀組 | 陳衍丞（Kenneth） | 勝               | 勝               | 勝                |          |
| 羅毓儀組 | 林俊其（Kris）    | 勝               | 勝               | 勝                |          |
| 梁敏巧組 | 譚品堯（Henry）   | 勝               | 失败             |                   |          |
| 梁敏巧組 | 余國華（Andy）    | 失败             |                  |                   |          |
| 梁敏巧組 | 劉啟進（Matt）    | 勝               | 勝               | 勝                |          |
| 關嘉敏組 | 姜卓文（細John）  | 勝               | 勝               | 勝                |          |
| 關嘉敏組 | 黃家俊（Mathew）  | 勝               | 勝               | 勝                |          |
| 關嘉敏組 | 劉榮業（Andy）    | 失败             |                  |                   |          |

## 每集內容

### 第1-2集：女神揀筍盤爭奪戰
節目首兩集於九龍荔枝角饒宗頣文化館翠雅山房拍攝，並分別於2025年6月8日及6月15日在香港無綫電視翡翠台播映，節目組安排「女神」及30位被稱為「求愛勇士」的入圍男參賽者會面，並由主持人讀出每位參賽者的職業、專長、個人「主題標籤」等基本資料後，參賽者會進行簡單自我介紹，「女神」可向參賽者自由發問問題，並透過按動燈掣選擇上限為三個的心儀男士進行下一輪「約會配對」。當多於一位「女神」同時選擇該男參賽者之時，則由該男參賽者選擇心儀女神。沒有女神選擇的男參賽者則會被淘汰。星級花生團：江美儀、森美、戴祖儀
| 海選編號 | 中文姓名 | 加入組別 |
| 第1集    | 第1集    | 第1集    |
| -------- | -------- | -------- |
| 275      | 林澤謙   | 葉蒨文   |
| 588      | 姜卓文   | 關嘉敏   |
| 208      | 邱迦康   | 關嘉敏   |
| 693      | 黃鍵豐   | 淘汰     |
| 775      | 伍庭熾   | 淘汰     |
| 217      | 韓智炫   | 淘汰     |
| 290      | 周嘉全   | 淘汰     |
| 250      | 海淦清   | 羅毓儀   |
| 125      | 林堡熙   | 葉蒨文   |
| 18       | 梁奕軒   | 淘汰     |
| 520      | 胡堅     | 淘汰     |
| 266      | 黃家俊   | 關嘉敏   |
| 573      | 梁景𡺤   | 淘汰     |
| 409      | 余國華   | 梁敏巧   |
| 192      | 曾展望   | 葉蒨文   |
| 第2集    |          |          |
| 43       | 傅俊龍   | 淘汰     |
| 432      | 康嘉泰   | 羅毓儀   |
| 159      | 林焌堯   | 李芷晴   |
| 499      | 黃駿濠   | 淘汰     |
| 422      | 陳衍丞   | 羅毓儀   |
| 750      | 劉偉強   | 李芷晴   |
| 292      | 潘昭錡   | 梁敏巧   |
| 36       | 劉榮業   | 關嘉敏   |
| 15       | 譚品堯   | 梁敏巧   |
| 792      | 劉孟剛   | 淘汰     |
| 295      | 林俊其   | 羅毓儀   |
| 235      | 榮嘉爾   | 梁敏巧   |
| 638      | 陳昇     | 李芷晴   |
| 500      | 劉啟進   | 梁敏巧   |

### 第3-5集：地獄三角枱約會
該三集的節目於2025年6月22日、6月29日及7月6日在香港無綫電視翡翠台播映，並於香港新界大埔「小白鷺餐廳」進行拍攝。
節目組在餐廳內設置了一組中空的三角形餐桌，參與節目的「女神」需要坐在餐桌內的中空位置，而屬於該組的三名「求愛勇士」需要分別各自坐在三角形餐桌的其中一邊外側。而五位「女神」在兩集的節目中，將按照自己的「擇偶條件」，各自分別設計了三個不同的遊戲讓追求自己的「求愛勇士」參與，在每個回合勝出的「求愛勇士」將會能夠與「女神」面對面共晉該回合的菜式。
在每個「女神」組別的三個遊戲回合完結後，每組勝出最少回合的「求愛勇士」將落入「危險區」，而全部15名「求愛勇士」當中，將有2人可能會被「星級花生友」評判團所淘汰，然而五位「女神」在遊戲開始之前，將獲節目組預先安排寫下一名最想保護的「求愛勇士」，而該名「求愛勇士」將會得到「淘汰豁免權」，獲得「女神保護」避免出局，而「女神」所希望保護的「求愛勇士」，其選擇在遊戲結束之前亦會先行作保密處理。
在每一組「三角枱約會」開始之前，節目組會先請「女神」及三位「求愛勇士」點餐，並以前菜（1分）、餐湯（2分）、主菜（3分）之比例，將「女神」與「求愛勇士」的點餐選擇進行比對，同時作為該組「求愛勇士」的第一回合的考驗測試。
星級花生團：黃嘉雯、江美儀、黎諾懿

#### 葉蒨文
| 參加者 | 任務 | 任務       | 任務           | 結果                                         |
| 參加者 | 口味 | 刁鑽泊車技 | 磁性情話大挑戰 | 結果                                         |
| ------ | ---- | ---------- | -------------- | -------------------------------------------- |
| 葉蒨文 |      |            |                | 林澤謙勝出與葉蒨文共進甜品，曾展望獲女神保護 |
| 林澤謙 | 勝   |            | 勝             | 林澤謙勝出與葉蒨文共進甜品，曾展望獲女神保護 |
| 曾展望 |      | 勝         |                | 林澤謙勝出與葉蒨文共進甜品，曾展望獲女神保護 |
| 林堡熙 |      |            |                | 林澤謙勝出與葉蒨文共進甜品，曾展望獲女神保護 |

#### 關嘉敏
節目組在關嘉敏未知原委的情況下，請求關嘉敏同其飼養狗隻「TwoTwo」一同於節目中亮相，而主持人林盛斌則請三位「求愛勇士」站在呼拉圈內，並設法吸引狗隻走到自己所處的呼拉圈內逗留，令狗隻逗留時間最長者為勝出，遊戲時長為三分鐘。
| 參加者 | 任務 | 任務 | 任務   | 結果                                     |
| 參加者 | 口味 | 搞笑 | 親和力 | 結果                                     |
| ------ | ---- | ---- | ------ | ---------------------------------------- |
| 關嘉敏 |      |      |        | 關嘉敏和黃家俊共進甜品，黃家俊獲女神保護 |
| 姜卓文 | 勝   |      |        | 關嘉敏和黃家俊共進甜品，黃家俊獲女神保護 |
| 劉榮業 |      | 勝   |        | 關嘉敏和黃家俊共進甜品，黃家俊獲女神保護 |
| 黃家俊 |      |      | 勝     | 關嘉敏和黃家俊共進甜品，黃家俊獲女神保護 |

#### 梁敏巧
根據主持人所述，梁敏巧很喜歡有「男子氣概」的男士，而且在生活上是個「小白癡」，很需要其他人的幫助及照顧，故此以搥釘子作為測試，讓三位「求愛勇士」去展現其「男子氣概」，再由梁敏巧作出決定。三位「求愛勇士」需要在瑜伽地毯上以「公主抱」形式抱起梁敏巧，然後深蹲，次數最多者為勝，根據電視畫面顯示的結果為：譚品堯30次、劉啟進18次、余國華21次，但主持人於賽後認為由於譚品堯深蹲並非正宗，而梁敏巧最後感到劉啟進抱起自己時拼盡全力，故此決定由劉啟進勝出。
| 參加者 | 任務 | 任務 | 任務   | 結果                                     |
| 參加者 | 口味 | 生活 | 男友力 | 結果                                     |
| ------ | ---- | ---- | ------ | ---------------------------------------- |
| 梁敏巧 |      |      |        | 梁敏巧和譚品堯共進甜品，劉啟進獲女神保護 |
| 譚品堯 | 勝   |      |        | 梁敏巧和譚品堯共進甜品，劉啟進獲女神保護 |
| 劉啟進 |      |      | 勝     | 梁敏巧和譚品堯共進甜品，劉啟進獲女神保護 |
| 余國華 |      | 勝   |        | 梁敏巧和譚品堯共進甜品，劉啟進獲女神保護 |

#### 李芷晴
「求愛勇士」參加者：林焌堯（Jacob）、陳昇（Jaden）、劉偉強（Isaac）
考驗1：口味
勝出者：林焌堯（Jacob）
「女神」與「求愛勇士」的點餐選擇如下：
| 姓名   | 前菜           | 餐湯       | 主菜           | 此回合比分    |
| ------ | -------------- | ---------- | -------------- | ------------- |
| 李芷晴 | 西班牙風乾火腿 | 忌廉蘑菇湯 | 美國牛柳配薯條 | 不適用        |
| 林焌堯 | 焗素菜千層     | 忌廉蘑菇湯 | 美國牛柳配薯條 | 5/6回合勝出者 |
| 陳昇   | 西班牙風乾火腿 | 龍蝦湯     | 美國牛柳配薯條 | 4/6           |
| 劉偉強 | 西班牙風乾火腿 | 龍蝦湯     | 美國牛柳配薯條 | 4/6           |

考驗2：冧
勝出者：林焌堯（Jacob）
男士各為李芷晴改情侶暱稱，再由李芷晴作出選擇。最終林焌堯稱李芷晴為「楊枝甘露妹妹」，陳昇稱之為「小手帕」，劉偉強稱之為「晴子小姐」。
考驗3：舒服
勝出者：劉偉強（Isaac）
李芷晴蒙眼測試3位男士膊頭的「好枕度」。
比賽結果：林焌堯（勝出2回合，與女神共進「甜品」環節）、劉偉強（勝出1回合）、陳昇（未能勝出）
被「花生團」淘汰之「求愛勇士」：沒有
獲「女神保護」之「求愛勇士」：林焌堯（Jacob）

#### 羅毓儀
「求愛勇士」參加者：林俊其（Kris）、海淦清（T.Max）、陳衍丞（Kenneth）
考驗1：口味
勝出者：陳衍丞（Kenneth）
「女神」與「求愛勇士」的點餐選擇如下：
| 姓名   | 前菜       | 餐湯       | 主菜           | 此回合比分    |
| ------ | ---------- | ---------- | -------------- | ------------- |
| 羅毓儀 | 焗素菜千層 | 龍蝦湯     | 美國牛柳配薯條 | 不適用        |
| 陳衍丞 | 白酒煮大蜆 | 龍蝦湯     | 香煎智利鱸魚   | 2/6回合勝出者 |
| 林俊其 | 生牛肉他他 | 龍蝦湯     | 香煎智利鱸魚   | 2/6           |
| 海淦清 | 生牛肉他他 | 法式洋蔥湯 | 香煎智利鱸魚   | 0/6           |

考驗2：音樂
勝出者：林俊其（Kris）
節目組分別播出3位歌手（戴祖儀、林沚羿、羅毓儀）演唱羅毓儀出道作品《完璧》的錄音，由男士猜測哪一段錄音才是羅毓儀本人的聲音。
考驗3：心動
勝出者：林俊其（Kris）
男士先後向羅毓儀壁咚，再由羅毓儀選擇最心動的男士。
比賽結果：林俊其（勝出2回合，與女神共進「甜品」環節）、陳衍丞（勝出1回合）、海淦清（未能勝出）
被「花生團」淘汰之「求愛勇士」：沒有
獲「女神保護」之「求愛勇士」：海淦清（T.Max）

### 第6-11集：火熱求愛營
該四集的節目於2025年7月13日、7月20日、7月27日、8月3日及8月10日及8月17日在香港無綫電視及翡翠台播映，並於香港新界蓮麻坑湖畔山谷進行拍攝。5位女神及各位男士參與一次兩日一夜的求愛營，透過參與不同遊戲，包括扯大纜、中西餐配對及心意配對遊戲，男士爭奪女神及星級花生團手中的鑰匙，獲得最多鑰匙的五位男士將獲得與女神同房過夜的機會。未能與女神同房過夜的男士將進入危險區，當中兩人將被星級花生團淘汰。
星級花生團：莊子璇、何泳芍、王菲、莊思明、鄧伊婷、堪輿學家雲文子
被「花生團」淘汰之「求愛勇士」：譚品堯（Henry）、劉偉強（Isaac）
獲「女神保護」之「求愛勇士」：
葉蒨文組：曾展望（GM）
關嘉敏組：黃家俊（Matthew）

#### 水簾扯大纜：女神爭奪房間
| 比賽過程 | 比賽過程 | 比賽過程 | 比賽過程                               |
| 次序     | 對戰隊伍 | 對戰隊伍 | 房間結果                               |
| -------- | -------- | -------- | -------------------------------------- |
| 1        | 梁敏巧組 | 羅毓儀組 | 羅毓儀獲帳幕                           |
| 2        | 關嘉敏組 | 李芷晴組 | 不適用                                 |
| 3        | 梁敏巧組 | 葉蒨文組 | 不適用                                 |
| 季軍戰   | 李芷晴組 | 梁敏巧組 | 梁敏巧獲標準星空營、李芷晴獲普通部落營 |
| 冠軍戰   | 關嘉敏組 | 葉蒨文組 | 關嘉敏獲豪華套房、葉蒨文獲高級帆船屋   |

#### 水簾扯大纜、中西餐配對、心意配對遊戲：男士爭奪鑰匙
| 賽果     | 賽果              | 賽果             |
| 組別     | 姓名              | 獲得組內鑰匙數量 |
| -------- | ----------------- | ---------------- |
| 葉蒨文組 | 林澤謙（Him）     | 1                |
| 葉蒨文組 | 林堡熙（Eddie）   | 2                |
| 葉蒨文組 | 曾展望（GM）      | 3                |
| 李芷晴組 | 林焌堯（Jacob）   | 0                |
| 李芷晴組 | 劉偉強（Isaac）   | 0                |
| 李芷晴組 | 陳昇（Jaden）     | 2                |
| 羅毓儀組 | 海淦清（T.Max）   | 1                |
| 羅毓儀組 | 陳衍丞（Kenneth） | 0                |
| 羅毓儀組 | 林俊其（Kris）    | 2                |
| 梁敏巧組 | 譚品堯（Henry）   | 0                |
| 梁敏巧組 | 劉啟進（Matt）    | 4                |
| 關嘉敏組 | 姜卓文（細John）  | 0                |
| 關嘉敏組 | 黃家俊（Mathew）  | 3                |

## 收視

### 每週收視列表
| 集數 | 日期          | 跨平台直播最高收視率 | 跨平台直播觀看人數 | 備註   |
| ---- | ------------- | -------------------- | ------------------ | ------ |
| 1    | 2025年6月8日  | 17.2點               | 111萬              | [ 34 ] |
| 2    | 2025年6月15日 | 18.7點               | 121萬              | [ 35 ] |
| 3    | 2025年6月22日 | 15.5點               | 101萬              | [ 36 ] |
| 4    | 2025年6月29日 | 14.8點               | 96萬               | [ 37 ] |
| 5    | 2025年7月6日  | 16.3點               | 106萬              | [ 38 ] |
| 6    | 2025年7月13日 | 14.5點               | 94萬               | [ 39 ] |
| 7    | 2025年7月20日 | 17.3點               | 112萬              | [ 40 ] |
| 8    | 2025年7月27日 | 14.8點               | 96萬               | [ 41 ] |
| 9    | 2025年8月3日  | 16.2點               | 105萬              | [ 42 ] |

## 備註
1. 1 2 3  以第1集公佈為準，時間以首播日子計算
2. 1 2 3  以節目宣傳片公佈為準
3. ↑  第11集轉去梁敏巧組
4. ↑  第11集轉去李芷晴組
5. ↑  原於第2集被梁敏巧揀選入組的榮嘉爾（Jay）隨後因簽證問題退出節目，因此節目組安排由梁敏巧本人再選擇原本落選的余國華由第4集起作替補人選。
6. ↑  曾被揀選入圍，其後因為簽證問題未能參與節目拍攝而退賽
7. ↑  粵語指「心動」

## 外部連結
- 無綫電視：《女神配對計劃》參賽者招募
- 女神配對計劃花生搶先看|TVB無綫電視
- 《女神配對計劃花生搶先看》myTVSUPER線上看
- 女神配對計劃|TVB無綫電視
- 《女神配對計劃》myTVSUPER線上看